# Aspin-en-Lavedan
Aspin-en-Lavedan är en kommun i departementet Hautes-Pyrénées i regionen Occitanien i sydvästra Frankrike. Kommunen ligger i kantonen Lourdes-Ouest som tillhör arrondissementet Argelès-Gazost. År 2022 hade Aspin-en-Lavedan 301 invånare.

## Befolkningsutveckling
Antalet invånare i kommunen Aspin-en-Lavedan
| Referens: INSEE |